# イデアル (カメラ)
イデアル（Ideal ）はヒュッティヒから発売されたカメラである。当時最高級カメラとして知られていた。
8×10.5cm（手札）判、9×12cm（大手札）判、13×18cm（大キャビネ）判などがある。写真乾板とフィルムパックの兼用。
1909年ヒュティッヒがイカに合同した際にも、さらには1926年イカがツァイス・イコンに合同してからも短期間ながら引き続き販売された。